# Ksenija Vdovina

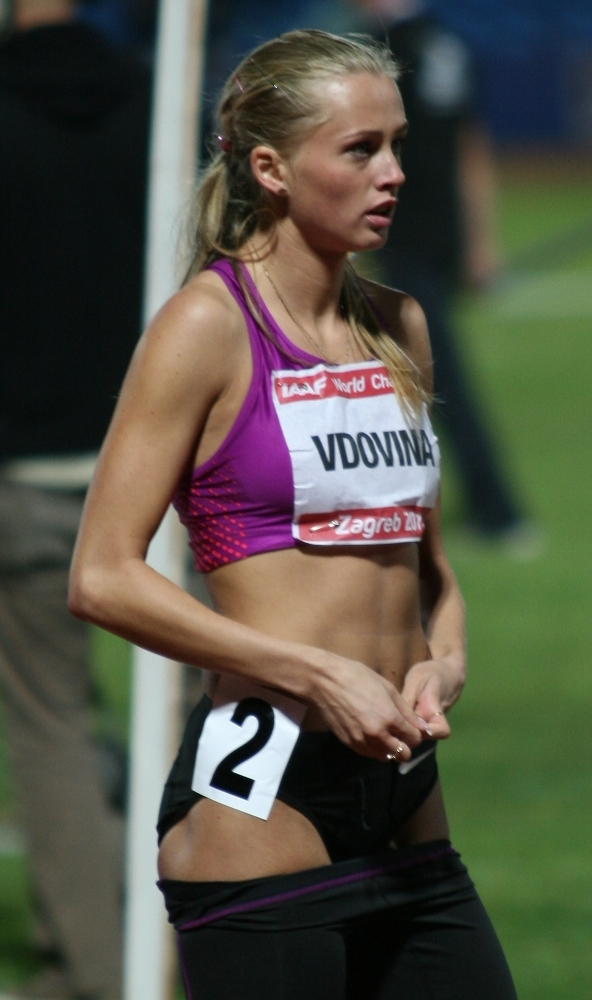
Kseniya Vdovina, Zagreb, 2010

Kseniya Vdovina (ryska: Ксения Олеговна Вдовина), född den 19 april 1987, är en rysk friidrottare som tävlar i kortdistanslöpning.
Vdovina deltog vid VM för juniorer 2006 där hon blev utslagen i semifinalen på 200 meter. Som senior ingick hon i det ryska stafettlaget på 4 x 400 meter som blev silvermedaljör vid inomhus-VM 2010.

## Personliga rekord
- 100 meter - 11,68 från 2006
- 200 meter – 23,38 från 2008
- 400 meter – 52,22 från 2009